# Jean-Baptiste Rey
Pour les articles homonymes, voir Rey.
Jean-Baptiste Rey, né à Lauzerte le 18 décembre 1734 et mort à Paris le 15 juillet 1810, est un compositeur et chef d'orchestre français, frère du violoncelliste Louis-Charles-Joseph Rey. Premier chef d'orchestre de l'Opéra de Paris de 1781 à 1810, ce qui fait de lui le plus long titulaire de la fonction, il fut également maître de musique de la chambre de Louis XVI, et maître de musique de la chapelle de Napoléon Ier, dont il codirigea l'orchestre du sacre, le 2 décembre 1804.

## Biographie
Jean-Baptiste Rey étudie la musique à l'abbaye de Saint-Sernin à Toulouse, où il est enfant de chœur. À dix-sept ans, il obtient au concours la place de maître de chapelle de la cathédrale d'Auch. D'après la Biographie universelle des musiciens de François-Joseph Fétis, qui fut son élève, « des discussions qu'il eut avec le chapitre de cette église le firent renoncer à la maîtrise après trois ans ». Par la suite, et jusqu'à l'âge de quarante ans, Jean-Baptiste Rey est successivement chef d'orchestre aux Opéras de Toulouse, Montpellier, Marseille, Bordeaux et Nantes. Toujours d'après Fétis, « il était dans cette dernière ville lorsque la renommée de son habileté dans la direction des orchestres le fit appeler à Paris, en 1776, pour régénérer celui de l'Opéra dans l'exécution des ouvrages de Gluck et de Piccini ». Ainsi, Rey est d'abord adjoint à Louis Joseph Francœur, à qui il succèdera en 1781 en tant que premier chef d'orchestre de l'Opéra de Paris.
C'est en 1779 que Jean-Baptiste Rey est nommé maître de musique de la chambre de Louis XVI. De 1781 à 1785, il dirige aussi l'orchestre du Concert Spirituel. D'après son biographe et élève, « ces grands artistes trouvèrent en lui autant de fermeté que d'intelligence et de sentiment musical. Quelques motets exécutés dans la chapelle du roi avaient prouvé qu'il possédait aussi du savoir dans l'art d'écrire ». Il compose avec son frère un opéra en un acte, Apollon et Coronis. En 1788, Rey écrit le troisième acte d'Arvire et Evelina, opéra que son ami Antonio Sacchini avait laissé inachevé à sa mort.
Arrive la Révolution. Le 13 juillet 1790, il dirige un orchestre de 600 personnes, à Notre-Dame, lors de la cérémonie qui sert de prologue à la Fête de la Fédération. Membre du comité d'administration de l'Opéra, il est également désigné comme un des professeurs d'harmonie du Conservatoire de musique, où il enseigne les principes de Jean-Philippe Rameau. En 1802, il est exclu du conservatoire, victime de luttes internes autour de désaccords théoriques. Mais en 1804, Napoléon le nomme maître de musique de sa chambre. Le 2 décembre 1804, Rey dirige avec Jean-François Lesueur l'orchestre du sacre de Napoléon en la cathédrale Notre-Dame.
Cinq ans plus tard, sa fille meurt brusquement. Il meurt à son tour, quelques mois après, à l'âge de soixante-seize ans.